# Världscupen i längdåkning 2004/2005
Världscupen i längdåkning 2004/2005 inleddes i Düsseldorf den 23 oktober 2004 och avslutades i Falun den 20 mars 2005. Vinnare av totala världscupen blev Marit Bjørgen och Axel Teichmann

## Tävlingskalender

### Herrar
| 1.  | 23 oktober 2004  | Düsseldorf    | Sprint fristil                                                    | Peter Larsson                                                                     | Tor Arne Hetland                                                              | Cristian Zorzi                                                                    |                                                                   |                                                                   |
| 2.  | 24 oktober 2004  | Düsseldorf    | Sprintstafett fristil                                             | Norge IHåvard Bjerkeli Tor Arne Hetland                                           | Tyskland ITobias Angerer Axel Teichmann                                       | Tyskland IIIToni Lang Andreas Stitzl                                              |                                                                   |                                                                   |
| 3.  | 20 november 2004 | Gällivare     | 15 kilometer klassisk stil                                        | Axel Teichmann                                                                    | René Sommerfeldt                                                              | Vasilij Rotjev                                                                    |                                                                   |                                                                   |
| 4.  | 21 november 2004 | Gällivare     | Stafett 4 × 10 kilometer                                          | TysklandJens Filbrich Tobias Angerer René Sommerfeldt Axel Teichmann              | Italien IGiorgio Di Centa Fulvio Valbusa Pietro Piller Cottrer Cristian Zorzi | FrankrikeChristophe Perrillat Vincent Vittoz Emmanuel Jonnier Benoît Chauvet      |                                                                   |                                                                   |
| 5.  | 27 november 2004 | Kuusamo       | 15 kilometer klassisk stil                                        | Vincent Vittoz                                                                    | Axel Teichmann                                                                | Giorgio Di Centa                                                                  |                                                                   |                                                                   |
| 6.  | 28 november 2004 | Kuusamo       | 15 kilometer fristil                                              | Axel Teichmann                                                                    | Vasilij Rotjev                                                                | René Sommerfeldt                                                                  |                                                                   |                                                                   |
| 7.  | 4 december 2004  | Bern          | Sprint fristil                                                    | Tor Arne Hetland                                                                  | Thobias Fredriksson                                                           | Johan Kjølstad                                                                    |                                                                   |                                                                   |
| 8.  | 5 december 2004  | Bern          | Sprintstafett 6 × 1,1 kilometer                                   | Ryssland IIvan Alypov Vasilij Rotjev                                              | Norge IJens Arne Svartedal Tor Arne Hetland                                   | Italien IRenato Pasini Cristian Zorzi                                             |                                                                   |                                                                   |
| 9.  | 11 december 2004 | Val di Fiemme | 2 × 15 kilometer fristil                                          | Axel Teichmann                                                                    | Jens Filbrich                                                                 | Vincent Vittoz                                                                    |                                                                   |                                                                   |
| 10. | 12 december 2004 | Val di Fiemme | Stafett 4 × 10 kilometer fristil                                  | NorgeJens Arne Svartedal Odd-Bjørn Hjelmeset Frode Estil Tore Ruud Hofstad        | ItalienGiorgio Di Centa Fulvio Valbusa Pietro Piller Cottrer Cristian Zorzi   | FrankrikeChristophe Perrillat Emmanuel Jonnier Vincent Vittoz Alexandre Rousselet |                                                                   |                                                                   |
| 11. | 14 december 2004 | Asiago        | Sprint klassisk stil                                              | Jens Arne Svartedal                                                               | Tor Arne Hetland                                                              | Björn Lind                                                                        |                                                                   |                                                                   |
| 12. | 15 december 2004 | Asiago        | Sprintstafett 6 × 1,2 km                                          | Norge ITor Arne Hetland Jens Arne Svartedal                                       | Ryssland IVasilij Rotjev Nikolaj Pankratov                                    | Norge IITrond Iversen Børre Næss                                                  |                                                                   |                                                                   |
| 13. | 18 december 2004 | Ramsau        | 30 kilometer fristil (masstart)                                   | Vincent Vittoz                                                                    | Anders Södergren                                                              | Axel Teichmann                                                                    |                                                                   |                                                                   |
| 14. | 8 januari 2005   | Otepää        | 15 kilometer klassisk stil                                        | Andrus Veerpalu                                                                   | Frode Estil                                                                   | Jaak Mae                                                                          |                                                                   |                                                                   |
| 15. | 9 januari 2005   | Otepää        | Sprint klassisk stil                                              | Flyttades till Lahtis                                                             | Flyttades till Lahtis                                                         | Flyttades till Lahtis                                                             |                                                                   |                                                                   |
| 16. | 12 januari 2005  | Prag          | Sprint klassisk stil                                              | Flyttades till Nové Město                                                         | Flyttades till Nové Město                                                     | Flyttades till Nové Město                                                         |                                                                   |                                                                   |
| 17. | 15 januari 2005  | Nové Město    | 15 kilometer fristil                                              | Vincent Vittoz                                                                    | Christian Hoffmann                                                            | Tobias Angerer                                                                    |                                                                   |                                                                   |
| 18. | 16 januari 2005  | Nové Město    | Sprint klassisk stil                                              | Johan Kjølstad                                                                    | Freddy Schwienbacher                                                          | Björn Lind                                                                        |                                                                   |                                                                   |
| 19. | 22 januari 2005  | Pragelato     | 2 × 15 kilometer fristil                                          | Lukáš Bauer                                                                       | Mathias Fredriksson                                                           | Kristen Skjeldal                                                                  |                                                                   |                                                                   |
| 20. | 23 januari 2005  | Pragelato     | Sprintstafett 6 × 1,2 kilometer klassisk stil                     | Tyskland IJens Filbrich Axel Teichmann                                            | Sverige Thobias Fredriksson Björn Lind                                        | Tyskland IIRené Sommerfeldt Andreas Schlütter                                     |                                                                   |                                                                   |
| 21. | 12 februari 2005 | Reit im Winkl | 15 kilometer fristil                                              | Martin Bajčičák                                                                   | Giorgio Di Centa                                                              | Christian Hoffmann                                                                |                                                                   |                                                                   |
| 21. | 13 februari 2005 | Reit im Winkl | Sprint klassisk stil                                              | Eldar Rønning                                                                     | Odd-Bjørn Hjelmeset                                                           | Janusz Krężelok                                                                   |                                                                   |                                                                   |
| VM  |                  | Oberstdorf    | Världsmästerskapen i nordisk skidsport 2005 17 - 26 februari 2005 | Världsmästerskapen i nordisk skidsport 2005 17 - 26 februari 2005                 | Världsmästerskapen i nordisk skidsport 2005 17 - 26 februari 2005             | Världsmästerskapen i nordisk skidsport 2005 17 - 26 februari 2005                 | Världsmästerskapen i nordisk skidsport 2005 17 - 26 februari 2005 | Världsmästerskapen i nordisk skidsport 2005 17 - 26 februari 2005 |
| 22. | 5 mars 2005      | Lahtis        | Sprint klassisk stil                                              | Børre Næss                                                                        | Tor Arne Hetland                                                              | Eldar Rønning                                                                     |                                                                   |                                                                   |
| 23. | 6 mars 2005      | Lahtis        | Sprint fristil                                                    | Lukáš Bauer                                                                       | Christian Hoffmann                                                            | Thomas Moriggl                                                                    |                                                                   |                                                                   |
| 24. | 9 mars 2005      | Drammen       | Sprint klassisk stil                                              | Tor Arne Hetland                                                                  | Eldar Rønning                                                                 | Børre Næss                                                                        |                                                                   |                                                                   |
| 25. | 12 mars 2005     | Oslo          | 50 kilometer klassisk stil                                        | Andrus Veerpalu                                                                   | Jens Filbrich                                                                 | Odd-Bjørn Hjelmeset                                                               |                                                                   |                                                                   |
| 26. | 16 mars 2005     | Göteborg      | Sprint fristil                                                    | Trond Iversen                                                                     | Keijo Kurttila                                                                | Ola Vigen Hattestad                                                               |                                                                   |                                                                   |
| 27. | 19 mars 2005     | Falun         | 30 kilometer fristil                                              | Jevgenij Dementiev                                                                | Tobias Angerer                                                                | Martin Bajčičák                                                                   |                                                                   |                                                                   |
| 28. | 20 mars 2005     | Falun         | Stafett 4 × 10 kilometer                                          | Norge IJens Arne Svartedal Odd-Bjørn Hjelmeset Kristen Skjeldal Tore Ruud Hofstad | ItalienRoland Clara Valerio Checchi Pietro Piller Cottrer Giorgio Di Centa    | Sverige IThobias Fredriksson Niklas Karlsson Anders Södergren Mathias Fredriksson |                                                                   |                                                                   |

### Damer
| 1.  | 23 oktober 2004  | Düsseldorf    | Sprint fristil                                                    | Marit Bjørgen                                                                           | Anna Dahlberg                                                                  | Gabriella Paruzzi                                                                      |                                                                   |                                                                   |
| 2.  | 24 oktober 2004  | Düsseldorf    | Sprintstafett fristil                                             | Norge IHilde G. Pedersen Marit Bjørgen                                                  | Tyskland IIManuela Henkel Evi Sachenbacher-Stehle                              | Italien IArianna Follis Gabriella Paruzzi                                              |                                                                   |                                                                   |
| 3.  | 20 november 2004 | Gällivare     | 10 kilometer klassisk stil                                        | Marit Bjørgen                                                                           | Kristina Šmigun                                                                | Virpi Kuitunen                                                                         |                                                                   |                                                                   |
| 4.  | 21 november 2004 | Gällivare     | Stafett 4 × 5 kilometer                                           | Norge IKine Beate Bjørnås Vibeke Skofterud Hilde G. Pedersen Marit Bjørgen              | FinlandKirsi Välimaa Virpi Kuitunen Aino-Kaisa Saarinen Riitta-Liisa Roponen   | TysklandStefanie Böhler Evi Sachenbacher-Stehle Anke Reschwamm-Schulze Claudia Künzel  |                                                                   |                                                                   |
| 5.  | 26 november 2004 | Kuusamo       | 10 kilometer fristil                                              | Kateřina Neumannová                                                                     | Kristina Šmigun                                                                | Natalia Baranova-Masolkina                                                             |                                                                   |                                                                   |
| 6.  | 28 november 2004 | Kuusamo       | 10 kilometer klassisk stil                                        | Kristina Šmigun                                                                         | Kateřina Neumannová                                                            | Marit Bjørgen                                                                          |                                                                   |                                                                   |
| 7.  | 4 december 2004  | Bern          | Sprint fristil                                                    | Marit Bjørgen                                                                           | Claudia Künzel                                                                 | Ella Gjømle                                                                            |                                                                   |                                                                   |
| 8.  | 5 december 2004  | Bern          | Sprintstafett 6 × 1,1 kilometer                                   | Norge IElla Gjømle Marit Bjørgen                                                        | Tyskland IClaudia Künzel Stefanie Böhler                                       | Italien IArianna Follis Gabriella Paruzzi                                              |                                                                   |                                                                   |
| 9.  | 11 december 2004 | Val di Fiemme | 2 × 7,5 kilometer fristil                                         | Marit Bjørgen                                                                           | Kristina Šmigun                                                                | Gabriella Paruzzi                                                                      |                                                                   |                                                                   |
| 10. | 12 december 2004 | Val di Fiemme | Stafett 4 × 5 kilometer fristil                                   | Ryssland ILarisa Kurkina Natalia Baranova-Masolkina Jevgenia Medvedeva Julija Tjepalova | TysklandManuela Henkel Claudia Künzel Stefanie Böhler Evi Sachenbacher-Stehle  | NorgeKine Beate Bjørnås Vibeke Skofterud Hilde G. Pedersen Marit Bjørgen               |                                                                   |                                                                   |
| 11. | 14 december 2004 | Asiago        | Sprint klassisk stil                                              | Marit Bjørgen                                                                           | Virpi Kuitunen                                                                 | Ella Gjømle                                                                            |                                                                   |                                                                   |
| 12. | 15 december 2004 | Asiago        | Sprintstafett 6 × 1,2 km                                          | Norge IElla Gjømle Marit Bjørgen                                                        | Finland IAino-Kaisa Saarinen Virpi Kuitunen                                    | Sverige IElin Ek Anna Dahlberg                                                         |                                                                   |                                                                   |
| 13. | 18 december 2004 | Ramsau        | 15 kilometer fristil (masstart)                                   | Kristina Šmigun                                                                         | Kristin Størmer Steira                                                         | Jevgenija Medvedeva                                                                    |                                                                   |                                                                   |
| 14. | 8 januari 2005   | Otepää        | 15 kilometer klassisk stil                                        | Marit Bjørgen                                                                           | Hilde G. Pedersen                                                              | Kateřina Neumannová                                                                    |                                                                   |                                                                   |
| 15. | 9 januari 2005   | Otepää        | Sprint klassisk stil                                              | Tävlingen flyttades till Lahtis                                                         | Tävlingen flyttades till Lahtis                                                | Tävlingen flyttades till Lahtis                                                        |                                                                   |                                                                   |
| 16. | 12 januari 2005  | Praga         | Sprint klassisk stil                                              | Tävlingen flyttades till Nové Město                                                     | Tävlingen flyttades till Nové Město                                            | Tävlingen flyttades till Nové Město                                                    |                                                                   |                                                                   |
| 17. | 15 januari 2005  | Nové Město    | 10 kilometer fristil                                              | Kateřina Neumannová                                                                     | Marit Bjørgen                                                                  | Julija Tjepalova                                                                       |                                                                   |                                                                   |
| 18. | 16 januari 2005  | Nové Město    | Sprint klassisk stil                                              | Marit Bjørgen                                                                           | Pirjo Manninen                                                                 | Claudia Künzel                                                                         |                                                                   |                                                                   |
| 19. | 22 januari 2005  | Pragelato     | 15 kilometer skiathlon                                            | Kristin Størmer Steira                                                                  | Kateřina Neumannová                                                            | Claudia Künzel                                                                         |                                                                   |                                                                   |
| 20. | 23 januari 2005  | Pragelato     | Sprintstafett 6 × 1,2 kilometer klassisk stil                     | TysklandViola Bauer Claudia Künzel                                                      | SverigeEmelie Öhrstig Anna Dahlberg                                            | FinlandAino-Kaisa Saarinen Pirjo Manninen                                              |                                                                   |                                                                   |
| 21. | 12 februari 2005 | Reit im Winkl | 10 kilometer fristil                                              | Jevgenija Medvedeva                                                                     | Olga Savjalova                                                                 | Julija Tjepalova                                                                       |                                                                   |                                                                   |
| 21. | 13 februari 2005 | Reit im Winkl | Sprint klassisk stil                                              | Virpi Kuitunen                                                                          | Marit Bjørgen                                                                  | Anna Dahlberg                                                                          |                                                                   |                                                                   |
| VM  |                  | Oberstdorf    | Världsmästerskapen i nordisk skidsport 2005 17 - 26 februari 2005 | Världsmästerskapen i nordisk skidsport 2005 17 - 26 februari 2005                       | Världsmästerskapen i nordisk skidsport 2005 17 - 26 februari 2005              | Världsmästerskapen i nordisk skidsport 2005 17 - 26 februari 2005                      | Världsmästerskapen i nordisk skidsport 2005 17 - 26 februari 2005 | Världsmästerskapen i nordisk skidsport 2005 17 - 26 februari 2005 |
| 22. | 5 mars 2005      | Lahtis        | Sprint klassisk stil                                              | Lina Andersson                                                                          | Kirsi Välimaa                                                                  | Virpi Kuitunen                                                                         |                                                                   |                                                                   |
| 23. | 6 mars 2005      | Lahtis        | Sprint fristil                                                    | Julija Tjepalova                                                                        | Kateřina Neumannová                                                            | Karine Philippot                                                                       |                                                                   |                                                                   |
| 24. | 9 mars 2005      | Drammen       | Sprint klassisk stil                                              | Virpi Kuitunen                                                                          | Lina Andersson                                                                 | Anna Dahlberg                                                                          |                                                                   |                                                                   |
| 25. | 12 mars 2005     | Oslo          | 30 kilometer klassisk stil                                        | Marit Bjørgen                                                                           | Kateřina Neumannová                                                            | Virpi Kuitunen                                                                         |                                                                   |                                                                   |
| 26. | 16 mars 2005     | Göteborg      | Sprint fristil                                                    | Marit Bjørgen                                                                           | Aino-Kaisa Saarinen                                                            | Virpi Kuitunen                                                                         |                                                                   |                                                                   |
| 27. | 19 mars 2005     | Falun         | 15 kilometer skiathlon                                            | Marit Bjørgen                                                                           | Kateřina Neumannová                                                            | Julija Tjepalova                                                                       |                                                                   |                                                                   |
| 28. | 20 mars 2005     | Falun         | Stafett 4 × 10 kilometer                                          | FinlandAino-Kaisa Saarinen Kirsi Välimaa Riitta-Liisa Roponen Virpi Kuitunen            | NorgeKine Beate Bjørnås Hilde G. Pedersen Kristin Mürer Stemland Marit Bjørgen | RysslandLarisa Kurkina Natalia Baranova-Masolkina Jevgenija Medvedeva Julija Tjepalova |                                                                   |                                                                   |

## Slutställning

### Herrar
| Placering | Namn                | Land      | Total Poäng |
| --------- | ------------------- | --------- | ----------- |
| 1         | Axel Teichmann      | Tyskland  | 584         |
| 2         | Vincent Vittoz      | Frankrike | 516         |
| 3         | Tor Arne Hetland    | Norge     | 512         |
| 4         | Tobias Angerer      | Tyskland  | 439         |
| 5         | Rene Sommerfeldt    | Tyskland  | 374         |
|           | Mathias Fredriksson | Sverige   | 374         |
| 7         | Jens Arne Svartedal | Norge     | 361         |
| 8         | Giorgio Di Centa    | Italien   | 354         |
| 9         | Jevgenij Dementiev  | Ryssland  | 351         |
| 10        | Eldar Rønning       | Norge     | 349         |

### Damer
| Placering | Namn                       | Land     | Total Poäng |
| --------- | -------------------------- | -------- | ----------- |
| 1         | Marit Bjørgen              | Norge    | 1320        |
| 2         | Kateřina Neumannová        | Tjeckien | 751         |
| 3         | Virpi Kuitunen             | Finland  | 726         |
| 4         | Kristina Smigun            | Estland  | 643         |
| 5         | Claudia Nystad             | Tyskland | 613         |
| 6         | Hilde G Pedersen           | Norge    | 552         |
| 7         | Julia Tjepalova            | Ryssland | 530         |
| 8         | Aino Kaisa Saarinen        | Finland  | 484         |
| 9         | Natalia Baranova-Masolkina | Ryssland | 431         |
| 10        | Gabriella Paruzzi          | Italien  | 397         |

### Fotnoter
1. ↑  Ursprungligen skulle en stafett hållas men ställdes in och ersattes med den sprint som skulle hållits i Prag
2. 1 2  Ursprungligen skulle en sprintstafett ha hållits men ersattes av den sprint som ställdes in i Otepää
3. ↑  Ursprungligen skulle en stafett hållas men ställdes in och ersattes med en extra sprint i Prag